# Mira Shaib
Mira Shaib és una cineasta libanesa coneguda per Arzé, que es va estrenar a Amèrica del Nord al Tribeca i va ser la presentació del Líban als Premis Oscar de 2024.

## Educació
Mira Shaib va obtenir una Bachelor of Arts en Cinema i Televisió per la Universitat Libanesa Americana (LAU) a Beirut i un Màster en Belles Arts en Arts Cinematogràfiques per la Mel Hoppenheim School of Cinema de la Universitat Concordia de Montreal. L'octubre de 2013, mentre estava a la LAU, va dirigir una producció universitària de La lliçó d'Eugène Ionesco.

## Carrera
Mira Shaib ha estat alumna de prestigiosos laboratoris de desenvolupament cinematogràfic i residències, com ara Robert Bosch Stiftung, on va assistir a l'Acadèmia de Cinema de Baden-Württemberg, Film Independent's Global Media Makers LA Residency, el Red Sea Lodge, i el Torino Film Lab. El seu primer llargmetratge va ser un dels primers destinataris del fons de producció de la Red Sea Film Festival Foundation.
Mira és cofundadora de Cinema For All, una iniciativa artística amb la missió de fer accessible el cinema al Líban rural. La iniciativa es va llançar el 2019 a Ain Ebel amb tallers de realització de cinema i projeccions a l'aire lliure de Mahbas de Sophie Boutros i el documental de Cyril Aris The Swing.

## Filmografia

### Llargmetratges
| Any  | Títol | Director | Guionista | Productor | Notes                |
| ---- | ----- | -------- | --------- | --------- | -------------------- |
| 2024 | Arzé  | Sí       | No        | No        | BJIFF, Tribeca, CIFF |

### Curtmetratges
| Any  | Títol            | Director | Guionista | Productor | Notes             |
| ---- | ---------------- | -------- | --------- | --------- | ----------------- |
| 2021 | "Still ❤ Beirut" | Sí       | Sí        | No        | [ 13 ]            |
| 2017 | "Lilacs"         | Sí       | Sí        | No        | Berlinale Talents |
| 2015 | "Diaspora"       | Sí       | Sí        | No        |                   |

### Obres
| Any  | Títol      | Director | Guionista | Productor | Notes |
| ---- | ---------- | -------- | --------- | --------- | ----- |
| 2013 | The Lesson | Sí       | No        | No        |       |